# کیمیا (مجموعه تلویزیونی)
کیمیا یک مجموعه تلویزیونی ایرانی به کارگردانی جواد افشار و نویسندگی مسعود بهبهانی‌نیا و زهرا پارسافر است که از ۴ مهر تا ۲۰ بهمن ۱۳۹۴ از شبکه دو سیما پخش شده است. 
این مجموعه علاوه بر تهران، آبادان، خرمشهر و دیگر مناطق استان‌های جنوبی در کشور گرجستان به‌ویژه پایتخت آن تفلیس نیز تصویربرداری داشته‌است. کیمیا در ۱۱۰ قسمت ۵۰ دقیقه‌ای تهیه شده‌است و از این نظر بعد از سریال پایتخت و سپس سریال نقطه‌چین، فعلا سومین  سریال طولانی ایرانی است.البته با پایان سریال ۳۰۰ قسمتی سوجان، این رتبه را نیز از دست خواهد داد. 

## داستان
داستان سریال کیمیا (با بازی مهراوه شریفی‌نیا) نشانگر تأثیر تحولات جامعه بر روابط خانوادگی است، که پدر و دختری را مقابل همدیگر قرار می‌دهد؛ دختر خانواده که نامش کیمیا است بسیار پرسشگر و معترض و در مقابل کیمیا پدرش قرار دارد که فردی نظامی، منضبط و پایبند به قانون است. سیر حوادثی که در مراحل زندگی خانواده کیمیا اتفاق می‌افتد، آنها را درگیر توطئه و دسیسه ای بزرگ و شیطانی می‌کند و کیمیا با تلاشی خستگی ناپذیر درصدد نجات خانواده برمی آید.

## انتقاد
این سریال همواره با انتقادات و واکنش‌های منفی مواجه بوده‌است. رمضان شجاعی کیاسری در خصوص این سریال اظهار داشته «کیمیا» به ضعف محتوی دچار است. بهرنگ ملک‌محمدی «منتقد» نیز در خصوص سریال اظهار می‌کند که این مجموعه انقلاب را در ابعادی بسیار کوچک روایت می‌کند. همچنین سریال بخاطر گاف‌های متعددش همواره مورد انتقاد بوده. این سریال همچنین اعتراض خانوادهٔ محمد جهان‌آرا را نیز به دنبال داشته‌است.
این سریال علی‌رغم پرداخت هزینه‌های هنگفت برای به خدمت گرفتن بازیگران سرشناس دارای فیلم نامه‌ای به‌شدت متناقض است و بازی این بازیگران نیز عموماً ضعیف و بدور از انتظار بوده برای مثال گریم مهراوه شریفی‌نیا در دوره کهن‌سالی که تنها با اضافه کردن یک عینک هیچ گونه فرقی با دوره جوانی نداشت با انتقادهای شدیدی همراه بود. سریال در ابتدای امر دارای همان تم کلیشه‌ای ضدیت با پهلویست و موضوع تازه‌ای را ارائه نمی‌کند. شدت پارادوکس‌های داستان سریال به حدی بالاست که با منطق سازگاری ندارد. سریال حفره‌های فراوانی ایجاد می‌کند که پاسخی هم برای آن‌ها ارائه نمی‌دهد. این سریال یکی از ضعیف‌ترین بازی‌های مهراوه شریفی‌نیا (کیمیا) بود.منتقدان سریال را «رژه روی اعصاب مردم» و «توهین به شعور مخاطب» قلم داد کردند.

## بازیگران
| بازیگر            | نقش              | توضیحات                                         | فصل   |
| ----------------- | ---------------- | ----------------------------------------------- | ----- |
| مهراوه شریفی‌نیا   | کیمیا پارسا      | نقش اصلی، دختر فرخ و مهری، خواهر کیوان و کامران | ۱.۲.۳ |
| آزیتا حاجیان      | مهری افشار       | زن فرخ، مادر کیمیا، کیوان و کامران              | ۱.۲   |
| حسن پورشیرازی     | فرخ پارسا        | شوهر مهری، پدر کیمیا و کیوان و کامران           | ۱.۲   |
| پوریا پورسرخ      | آرش مشفق         | پسر فریدون و مهتاب، شوهر اول کیمیا              | ۱.۲.۳ |
| مهدی پاکدل        | پیمان نکونام     | پسر حبیب و معصومه‌، شوهر دوم کیمیا               | ۱.۲.۳ |
| امیرحسین آرمان    | شهریار کامفر     | پسر شهرام و محبوبه، نامزد‌ رها                   | ۳     |
| سید مهرداد ضیایی  | منوچهر افشار     | برادر مهری، شوهر دوم مهتاب                      | ۱.۲   |
| علی شادمان        | کیوان پارسا      | پسر فرخ و مهری، برادر کیمیا،و کیوان             | ۱.۲   |
| برزو ارجمند       | کیوان پارسا      | پسر فرخ و مهری، برادر کیمیا،و کیوان             | ۳     |
| سوگل طهماسبی      | نرگس             | خواهرزاده معصومه، زن فرشید                      | ۱.۲.۳ |
| نسرین نکیسا       | معصومه           | زن حبیب، مادر پیمان و امین                      | ۱.۲   |
| عاطفه رضوی        | مهتاب            | زن سابق فریدون و فعلی منوچهر، مادر آرش          | ۱.۲   |
| صدیقه کیانفر      | مهتاب            | زن سابق فریدون و فعلی منوچهر، مادر آرش          | ۳     |
| حمیدرضا هدایتی    | حبیب نکونام      | پدر پیمان و امین                                | ۱.۲   |
| مهدی سلطانی       | شهرام کامفر      | ساواکی، پدر شهریار                              | ۱     |
| گلاره عباسی       | فرزانه مشفق      | دختر فریدون، خواهر ناتنی آرش                    | ۱.۲.۳ |
| نیکی کریمی        | محبوبه ملکی      | زن شهرام، مادر شهریار                           | ۱.۲   |
| رضا کیانیان       | فریدون مشفق      | پدر آرش و فرزانه، شوهر سابق مهتاب               | ۱.۲.۳ |
| سودابه بیضایی     | مرضیه طاهری      | معلم کیمیا                                      | ۱     |
| عطا عمرانی        | فرشید            | شوهر نرگس                                       | ۱.۲   |
| روح‌الله کمانی     | بیژن کامفر       | پسر فروغ                                        | ۱.۲.۳ |
| فریبا طالبی       | عاطفه            | زن بیژن، دوست کیمیا                             | ۱.۲.۳ |
| شهین تسلیمی       | فروغ پارسا       | خواهر فرخ                                       | ۱.۲   |
| رضا توکلی         | تورج             | ساواکی، دوست شهرام                              | ۱     |
| پوراندخت مهیمن    | سیمین            | مادر محبوبه و خسرو                              | ۱     |
| بیوک میرزایی      | ستوان رستمی      | رئیس فرخ                                        | ۱     |
| مالک سراج         | سمیر             | قاچاقچی                                         | ۱.۲   |
| کوروش زارعی       | خسرو ملکی        | ساواکی، برادر محبوبه                            | ۱.۲   |
| مهتاب ثروتی       | سلما             | دوست کیمیا                                      | ۱.۲   |
| گلوریا هاردی      | آزاده (رها معین) | دختر سلما، دخترخوانده کیمیا و آرش، نامزد‌ شهریار | ۳     |
| میرطاهر مظلومی    | فتحی             | وکیل مشفق، دوست آرش                             | ۱.۲   |
| محمدرضا شریفی‌نیا  | همایون کامفر     | برادر ناتنی شهرام                               | ۱.۲.۳ |
| خاطره حاتمی       | بهاره            | دوست رها                                        | ۳     |
| خاطره حاتمی       | بنفشه            | خواهر بهاره                                     | ۳     |
| نوید خداشناس      | نادر             | ساواکی، همکار شهرام                             | ۱     |
| حامد بهداد        | سیدمحمد جهان آرا | فرمانده سپاه خرمشهر                             | ۲     |
| علی انصاریان      | فرهاد            | مدیر آژانس هواپیمایی، کارمند مشفق               | ۳     |
| غلامحسین تسعیری   | مهدوی            | وکیل، استاد پیمان                               | ۱     |
| علی افشار         | امین نکونام      | پسر معصومه و حبیب، برادر پیمان                  | ۱.۲   |
| مهوش وقاری        | ناهید            | خدمتکار مشفق خاله فرزانه                        | ۲     |
| حسین توشه         | جمال             | ناخدا                                           | ۱.۲   |
| صدرالدین حجازی    | اسحاق            | صراف                                            | ۳     |
| زهرا سعیدی        | مونس             | زن احمد                                         | ۳     |
| فخرالدین صدیق‌شریف | احمد             | شوهر مونس                                       | ۳     |
| عبدالحلیم تقلبی   | شریف افشار       | همسر عطری، برادر ناتنی مهری و منوچهر            | ۱.۲.۳ |
| ابتسام بغلانی     | عطری             | همسر شریف                                       | ۱.۲.۳ |
| حسن جوهرچی        | حسن              | آدم معمولی                                      | ۲     |
| دایانا حکیمی      | سحر نکونام       | دختر کیمیا و پیمان                              | ۳     |
| سیروس سپهری       | جوادی            | ساواکی                                          | ۱     |
| علی تقوازاده      | سروش نکونام      | پسر کیمیا و پیمان                               | ۳     |
| رحیم نوروزی       | مامور            | ساواکی                                          | ۱     |
| علی اصغر رضایی    | سعادت            | رئیس مرکز اسناد انقلاب اسلامی                   | ٢     |